# Городской парк Юрдинген
Городской парк Юрдинген — городской парк являющийся ландшафтным памятником природы в Юрдингене между северной и западной частями города Крефельд в Германии. Площадь парка составляет около 20 гектаров.

## История создания
Парк представляет собой природную зону с просторными детскими площадками, многочисленными клумбами, большим прудом с ручьём и фонтаном. На территории размещены два теннисных корта, поле для мини-гольфа. У входа в парк расположен ресторан.
Городской парк был основан приблизительно в 1897 году. Целью создания этой природной зоны была сохранность рекреационной и природной территории в районе с высокими темпами индустриализации. В изначальном варианте территория этого современного парка была заболоченной. В 1903 году были сооружены пруды. Ресторан «Stadtpark» был построен между 1905 и 1911 годами.
В 1927 году городской парк был расширен до 15 гектаров за счёт высадки лесных деревьев, и строительства сети пешеходных дорожек. Примерно в 1983 году парк вновь был расширен. В 1997 году рекреационная территория была ещё увеличена в сторону восточной части города рядом с жилой застройкой.
В 2013 году был разбит сад, на территории которого были высажены 100 различных сортов лилейных.

## Особенности и достопримечательности парка

#### Дендрарий
В парке размещены более 80 различных видов деревьев, что делает эту территорию уникальной среди всех парков Крефельда.

#### Нарциссовый луг у входа
Более 10 000 нарциссов высажены в клумбы площадью около 2000 м².

#### Пруд в городском парке с фонтаном
На территории парка, у пруда сооружён освещённый фонтан высотой около десяти метров. В пруду обитают утки. Разнообразные растения обеспечивают территории привлекательный ландшафтный фон. К пруду примыкает ручей. В 2018 году водные объекты парка были очищены и реконструированы.

### Сад лилейников
В 2013 году на территории парка был создан один из первых лилейных садов, в котором насчитываются более 100 различными сортов лилий. Все они делятся на:
- исторические и более старые,
- сорта от европейских селекционеров,
- сорта от американских селекционеров,
- сорта селекционной пары Юрдинген Кайзер.

Основное время цветения лилейников можно наблюдать с июня по август. Сад лилейников делает парк популярным среди любителей цветов и растений.

### Детские площадки
Две детские площадки сооружены на территории парка. Их используют для всестороннего развития детей соседние школы и детские сады. Площадки оборудованы игровыми зонами. На детских площадках установлены контейнеры с игрушками. Контейнеры расписаны художником из Юрдингена Ежи Чартовски.

## Галерея

Виды парка
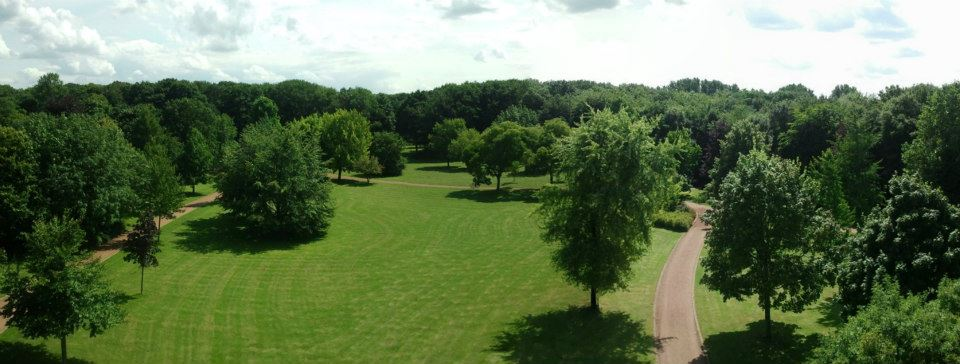
Ландшафт парка
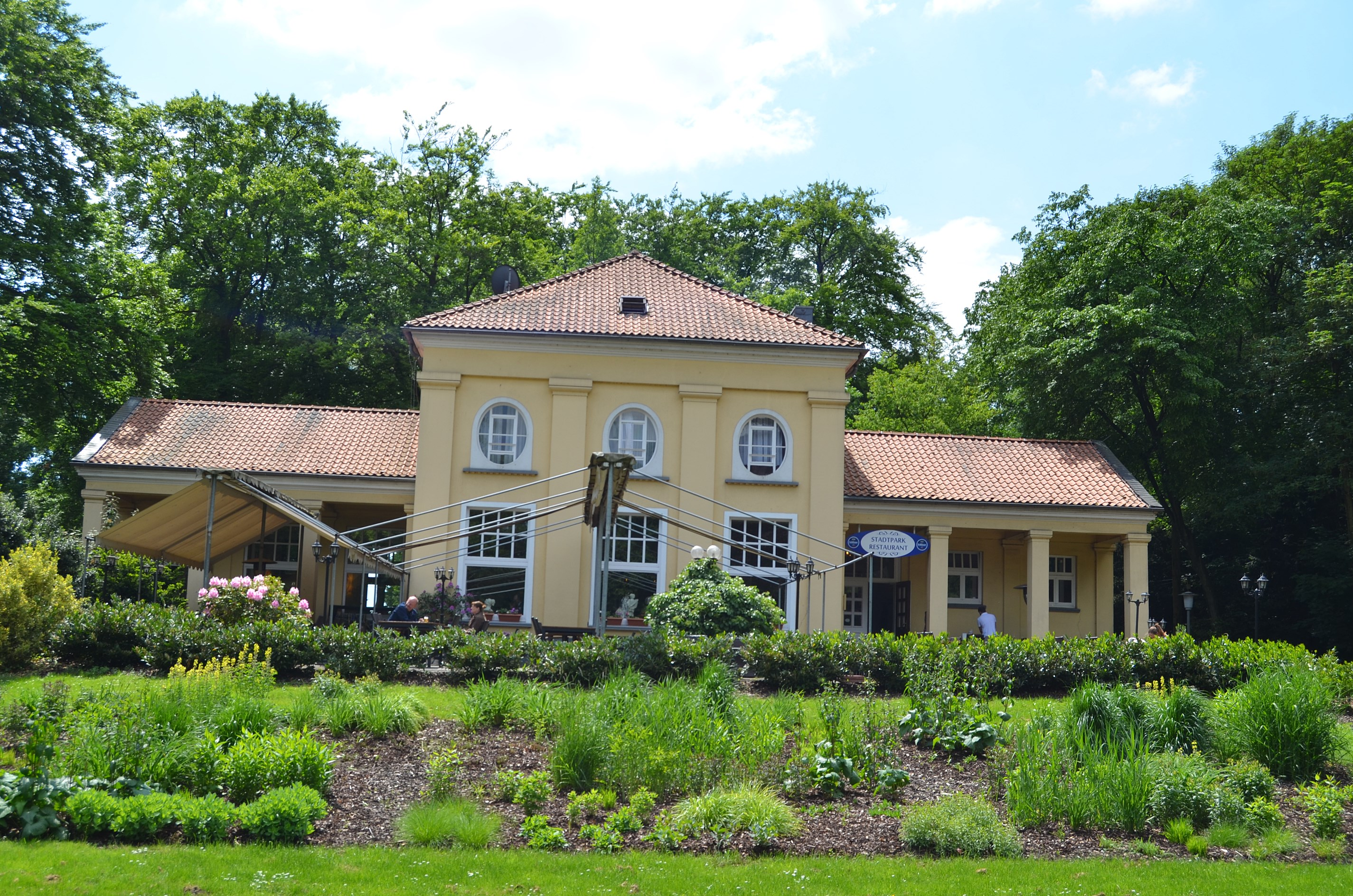
Ресторан
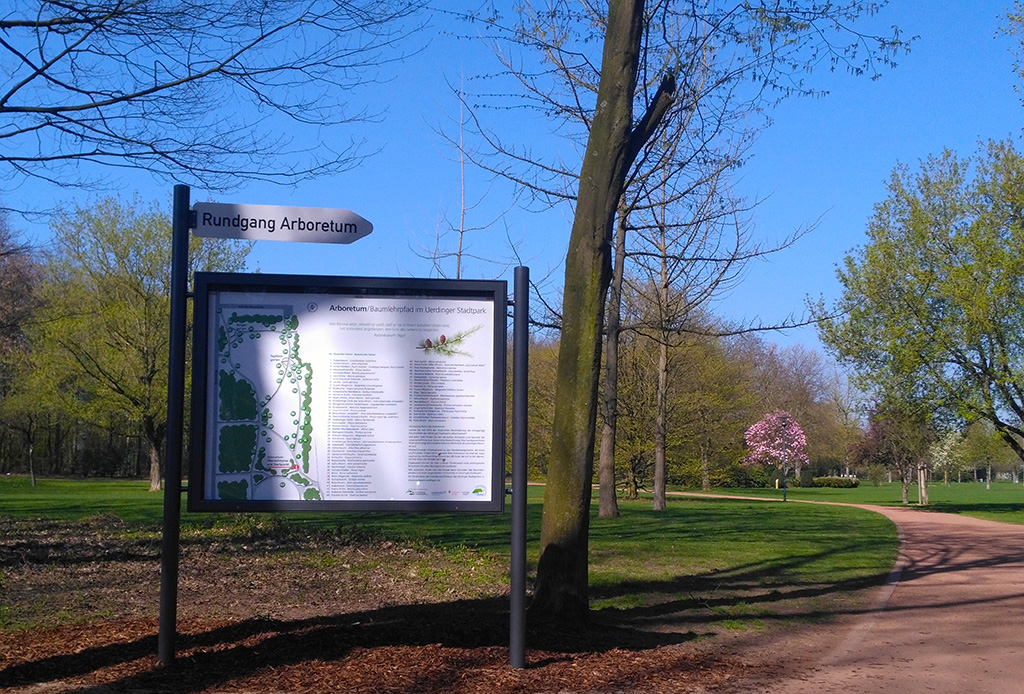
Аншлаг
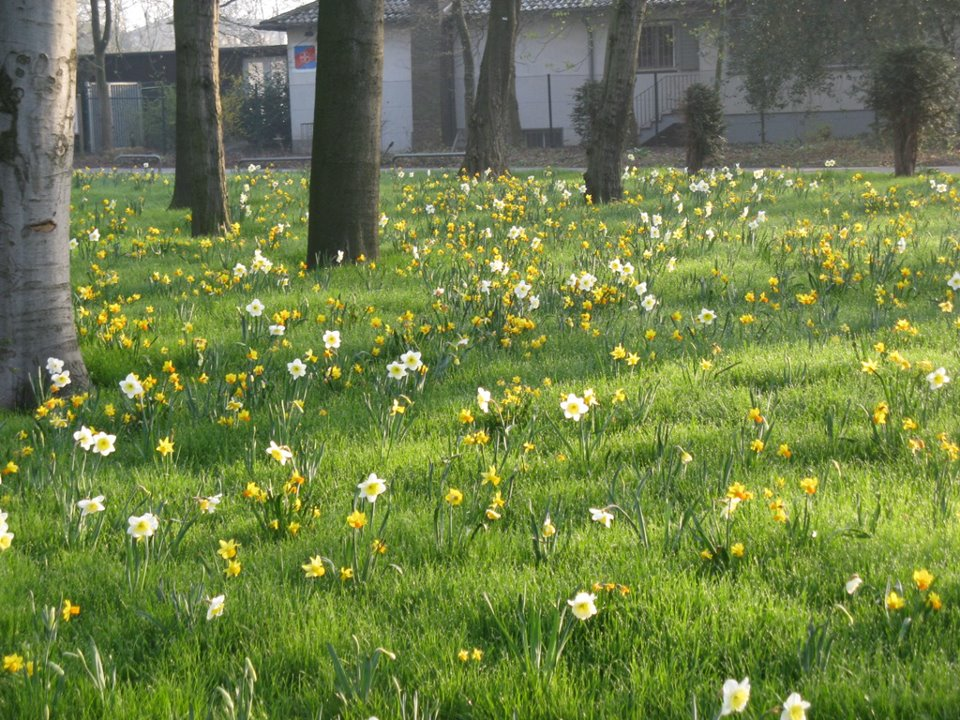
Поляна с нарциссами
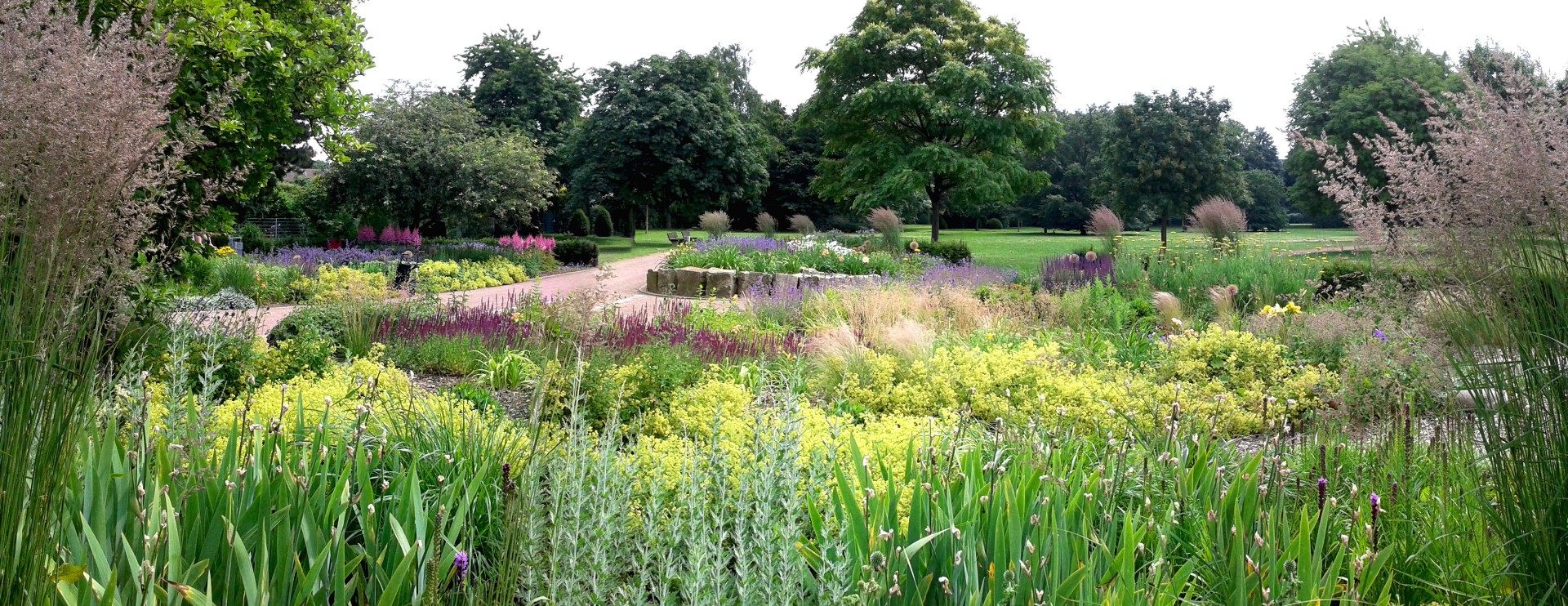
Дендрарий